# Graaf van Montrose
Graaf van Montrose (Engels: earl of Montrose) is een Schotse adellijke titel, genoemd naar Montrose in de council area Angus.
De titel werd een keer gecreëerd in 1505 door Jacobus IV van Schotland voor William Graham, 4e lord Graham. De 5e graaf van Montrose werd in 1644 verheven tot markgraaf van Montrose, waarmee de titel graaf een aanvullende titel van de markgraaf werd.

## Graaf van Montrose (1505)
- 1505 – 1513: William Graham (1464 – 1513), 4e lord Graham, 1e graaf van Montrose
- 1513 – 1571: William Graham (1492 – 1571), 2e graaf van Montrose
- 1571 – 1608: John Graham (1548 – 1608), 3e graaf van Montrose
- 1608 – 1626: John Graham (1573 – 1626), 4e graaf van Montrose
- 1626 – 1650: James Graham (1612 – 1650), 5e graaf van Montrose; 1e markgraaf van Montrose 1644